# 宮前町 (名古屋市)
宮前町（みやまえちょう）は、愛知県名古屋市中区の地名。

## 歴史

### 町名の由来
町が白山神社の前方に広がっていたことによるという。

### 沿革
- 1909年（明治42年）10月1日 - 愛知郡千種町の一部により、名古屋市中区宮前町として成立[4]。
- 1944年（昭和19年）2月11日 - 一部が新設の栄区に編入され、同区宮前町が成立する[4]。
- 1945年（昭和20年）11月3日 - 栄区廃止に伴い、同区宮前町が中区宮前町に統合される[4]。
- 1947年（昭和22年）5月1日 - 一部が西塚町に編入される[4]。
- 1977年（昭和52年）10月23日 - 新栄一丁目・新栄二丁目・千代田五丁目に編入され、消滅[4]。